# كازوكي يوشيمي
كازوكي يوشيمي (باليابانية: 吉見一起؛ بالكانا: よしみ かずき) هو لاعب كرة قاعدة ياباني، ولد في 19 سبتمبر 1984 في فوكوتشياما في اليابان.

## وصلات خارجية
- كازوكي يوشيمي على موقع الدوري الياباني لكرة القاعدة (الإنجليزية)
- كازوكي يوشيمي على موقعبيزبول رفرنس.كوم (الدوري الثانوي) (الإنجليزية)